# Laurence Thoms
Laurence Thoms (ur. 26 marca 1980 w Suvie) – fidżyjski narciarz alpejski, jedyny w historii reprezentant kraju w swojej dyscyplinie na zimowych igrzyskach olimpijskich.
Thoms urodził się 26 marca 1980 roku w Suvie, jako syn Fidżyjki i Nowozelandczyka. Trenował on najczęściej w kraju swego ojca, ponieważ warunki klimatyczne i położenie geograficzne jego ojczyzny uniemożliwiają uprawianie jakiejkolwiek zimowej dyscypliny sportu.
Był jedynym przedstawicielem reprezentacji Fidżi na Zimowych Igrzyskach Olimpijskich 2002; był także jej chorążym na ceremonii otwarcia igrzysk.
Wystąpił w dwóch konkurencjach. W slalomie gigancie zajął 55. miejsce na 57 zawodników, którzy ukończyli zawody; do zwycięzcy stracił prawie 20 sekund. Startował także w slalomie, jednak nie ukończył pierwszego przejazdu.
W oficjalnych zawodach międzynarodowych zaprezentował się po raz pierwszy w 2000 roku w koreańskim Yongpyongu (zawody o Puchar Wschodu Azji), gdzie nie ukończył drugiego przejazdu w slalomie gigancie. 29 sierpnia 2000 roku wystartował także po raz pierwszy w zawodach z cyklu FIS Race; w nowozelandzkiej Cardronie, zajął 30. miejsce w slalomie. Wielokrotnie startował w zawodach z cyklu FIS Race; najwyższe miejsce w karierze – 12. – zajął w slalomie 12 września 2001 roku w Cardronie. 4 września 2002 roku wyrównał ten wynik; zajął 12. miejsce w slalomie gigancie (również w Cardronie). Po raz ostatni w zawodach międzynarodowych pojawił się 26 sierpnia 2003 roku, kiedy to w miejscowości Coronet Peak, zajął 25. miejsce w slalomie gigancie.

## Osiągnięcia

### Zimowe igrzyska olimpijskie
| Igrzyska            | Konkurencja                                         | Czas | Wynik |
| ------------------- | --------------------------------------------------- | ---- | ----- |
| Salt Lake City 2002 |                                                     |      |       |
| Slalom gigant       | 2:41,98 1. przejazd – 1:22,01 2. przejazd – 1:19,97 | 55.  |       |
| Slalom              | DNF                                                 | DNF  |       |